# Ashikaga Tadayoshi
Ashikaga Tadayoshi est un nom japonais traditionnel ; le nom de famille (ou le nom d'école),  Ashikaga, précède donc le prénom (ou le nom d'artiste) Tadayoshi.
Ashikaga Tadayoshi (足利直義, Ashikaga Tadayoshi, 1306-1352) est un général japonais de l'époque Nanboku-chō et un associé de son frère aîné Ashikaga Takauji, premier shogun de Muromachi.

## Biographie
Après avoir soutenu l'empereur Go-Daigo lors de la restauration de Kemmu, Tadayoshi est nommé gouverneur (kami) de la province de Sagami (qui fait actuellement partie de la préfecture de Kanagawa). En 1335, durant la rébellion Nakasendai conduite par Hōjō Tokiyuki (mort en 1353), Tadayoshi tue le fils de Go-Daigo, le prince Morinaga. Se retournant contre Go-Daigo, Tadayoshi et Takauji mettent sur le trône un empereur rival en 1336 et fondent le shogunat de Muromachi en 1338. Divisant le pouvoir entre eux, Takauji prend en charge les affaires militaires et Tadayoshi les affaires judiciaires et administratives.
En 1350, cependant, à cause d'un conflit avec l'adjoint de Takauji Kō no Moronao, Tadayoshi se rebelle, et occupe Kyoto en 1351 (voir l'article incident de Kan'ō). Après une brève réconciliation entre les deux frères, Tadayoshi s'enfuit à Kamakura, mais Takauji l'y poursuit avec une armée. En mars 1352, peu après une nouvelle réconciliation, Tadayoshi meurt subitement, probablement par empoisonnement.

## Source de la traduction
- (en) Cet article est partiellement ou en totalité issu de l’article de Wikipédia en anglais intitulé « Ashikaga Tadayoshi » (voir la liste des auteurs).